# Леопольд Бурбон-Сицилийский
Леопольд Бурбон-Сицилийский, граф Сиракузский ((итал. Leopoldo di Borbone-Due Sicilie, conte di Siracusa), при рождении Леопольд Вениамин Джузеппе (итал. Leopoldo Beniamino Giuseppe), 22 мая 1813, Палермо, Королевство Обеих Сицилий — 4 декабря 1860,  Пиза) — принц Королевства Обеих Сицилий, граф Сиракузский, сын короля Франциска I и Марии Изабеллы Испанской.

## Биография
Леопольд Вениамин Джузеппе родился 22 мая 1813 года в Палермо. Он стал пятым сыном наследного принца Неаполитанского и Сицилийского Франциска и его супруги Марии Изабеллы Испанской. Страной в то время правил его дед король Фердинанд I. По матери он приходился внуком королю Испании Карлу IV и Марии Луизе Пармской. В 1816 году было создано объединённое королевство Обеих Сицилий. Леопольду тогда было три года и от деда он получит титул графа Сиракузского (итал. conte di Siracusa).
В 1825 году его отец стал новым королём Обеих Сицилий. После его смерти в 1830 году трон унаследовал брат Леопольда король Фердинанд II. В том же году новый король сделал его генерал-губернатором Сицилии. После этого Леопольд переехал в Палермо, где стал осуществлять реформы, связанные с управлением островом. Король Фердинанд, опасаясь чрезмерного роста популярности брата и желания Сицилии отделить от королевства, вернул брата в Италию в 1835 году. В апреле того же года его выслали за границу.
Фердинанд II пытался женить своего брата Леопольда на дочери французского короля Луи Филиппа принцессе Марии, но переговоры не состоялись.
Леопольд был хорошим художником, скульптором и меценатом, предпочитал вести разгульный образ жизни.
16 июня 1837 года принц Леопольд женился на Марии Виттории, принцессе Савойской, дочери принца Иосифа Марии Савойского, графа Виллафранка и Полины Бенедикты де Квиелен де Ваугуён. Свадьба состоялась в Неаполе. Брак оказался несчастливым, а единственная дочь супругов Изабелла умерла, не прожив и двух дней. Принц отличался либеральными взглядами, в Мария Виттория была набожной католичкой, общих интересов они не имели, и после смерти ребёнка стали жить раздельно. Остальную жизнь Мария Виттория прожила уединенно во дворце Chiaia. Умерла в 1874 году.
Несмотря на разные политические взгляды, Леопольд считался любимым братом короля Фердинанда II. Когда в 1854 году Леопольд перенес инсульт, Фердинанд был глубоко опечален этим, боясь потерять брата. Но принц поправился. Как и его братья принц Леопольд любил женщин и не раз попадал в неприятные ситуации, из которых его всегда вытаскивал брат-король, оплачивая его огромные долги. Принца описывали как большого, с красивы ликом, простого в манерах. Принц был окружен обществом писателей, художников и поэтов, которые частно собирались на его вилле Сорренто.
После смерти короля Фердинанда II в 1859 году, граф Сиракузский выступал за союз с Пьемонтом. Он был плохого мнения о своем племяннике, короле Франциске II, их отношения были холодными. В апреле 1860 года Леопольд пытался уговорить племянника пойти на либеральные уступки. Через несколько месяцев он отправился в Пьемонт, где и умер вскоре после этого в Пизе на 47 году жизни.

## Награды
— Орден Святого Януария (Королевство Обеих Сицилий);
 — Орден Золотого руна (Испания);
 —  Орден Святого Фердинанда и Заслуг (Королевство Обеих Сицилий);
 — Орден Карлоса III (Испания);
 — Орден Чёрного орла (Пруссия);
 —  Высший орден Святого Благовещения (Италия);
27 ноября 1845 года был награждён орденом Св. Андрея Первозванного.